# Gulf County
Das Gulf County ist ein County im Bundesstaat Florida der Vereinigten Staaten. Der Verwaltungssitz (County Seat) ist Port St. Joe.

## Geschichte
Das Gulf County wurde am 6. Juni 1925 aus Teilen des Calhoun County gebildet und nach dem Golf von Mexiko benannt, an dem es liegt.
Bereits 1836 wurde im Florida-Territorium auf dem Gebiet des Gulf County die erste Eisenbahnstrecke Floridas eröffnet. Die von der Lake Wimico and St. Joseph Canal and Railroad Company eröffnete, rund 14 km lange Strecke von St. Joseph, einer inzwischen untergegangenen Siedlung an der St. Joseph Bay zum weiter landeinwärts gelegenen White City wurde zum Transport von Baumwolle genutzt.

## Geographie
Das County hat eine Fläche von 1928 Quadratkilometern, wovon 492 Quadratkilometer Wasserfläche sind. Es grenzt im Uhrzeigersinn an folgende Countys: Bay County, Calhoun County, Liberty County und Franklin County.

## Demografische Daten
Nach der Volkszählung im Jahr 2010 lebten im Gulf County 15.863 Menschen in 9.110 Haushalten. Die Bevölkerungsdichte betrug 11 Einwohner pro Quadratkilometer. Ethnisch betrachtet setzte sich die Bevölkerung zusammen aus 78,1 % Weißen, 18,7 % Afroamerikanern, 0,4 % Indianern und 0,3 % Asian Americans. 0,8 % waren Angehörige anderer Ethnien und 1,8 % verschiedener Ethnien. 4,3 % der Bevölkerung bestand aus Hispanics oder Latinos.
Im Jahr 2010 lebten in 27,4 % aller Haushalte Kinder unter 18 Jahren sowie 34,2 % aller Haushalte Personen mit mindestens 65 Jahren. 66,1 % der Haushalte waren Familienhaushalte (bestehend aus verheirateten Paaren mit oder ohne Nachkommen bzw. einem Elternteil mit Nachkomme). Die durchschnittliche Größe eines Haushalts lag bei 2,33 Personen und die durchschnittliche Familiengröße bei 2,83 Personen.
18,0 % der Bevölkerung waren jünger als 20 Jahre, 27,8 % waren 20 bis 39 Jahre alt, 31,3 % waren 40 bis 59 Jahre alt und 22,9 % waren mindestens 60 Jahre alt. Das mittlere Alter betrug 43 Jahre. 59,8 % der Bevölkerung waren männlich und 40,2 % weiblich.
Das jährliche Durchschnittseinkommen eines Haushalts betrug 39.535 USD, dabei lebten 18,8 % der Bevölkerung unter der Armutsgrenze.
Im Jahr 2010 war englisch die Muttersprache von 94,66 % der Bevölkerung, spanisch sprachen 4,50 % und 0,84 % hatten eine andere Muttersprache.

## Kultur und Sehenswürdigkeiten

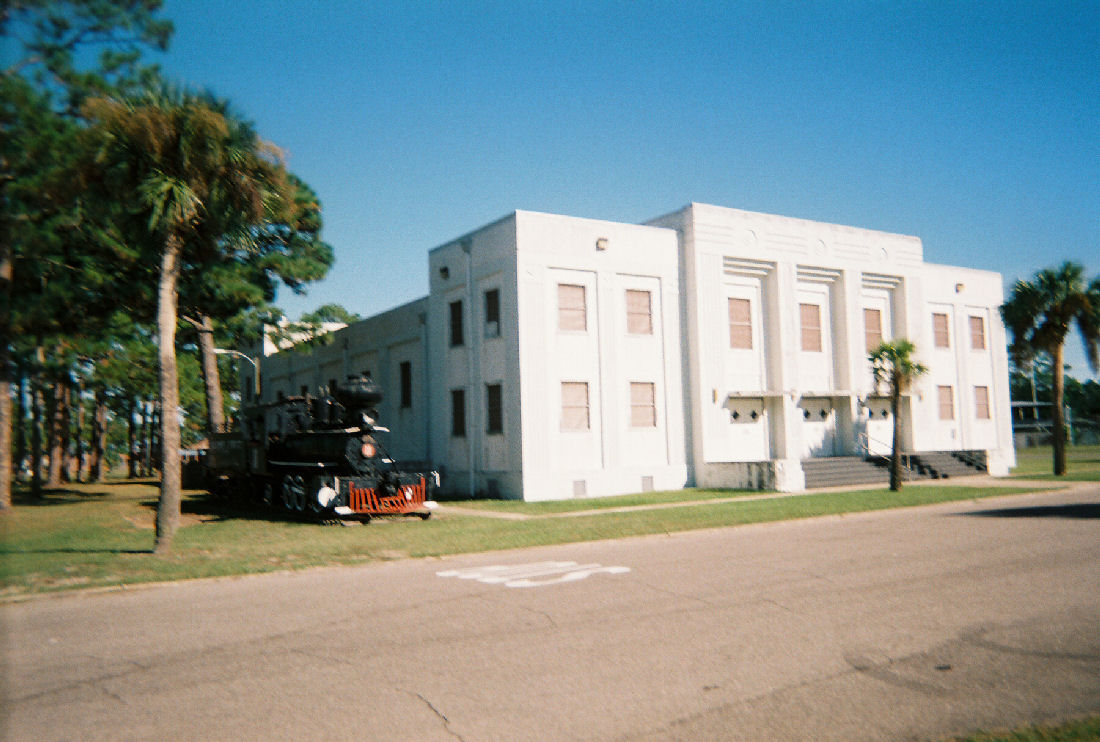
Centennial Building (2008). Das Gebäude wurde im März 1996 als erstes Objekt im Gulf County in das NRHP eingetragen.

Vier Bauwerke im Gulf County sind im National Register of Historic Places („Nationales Verzeichnis historischer Orte“; NRHP) eingetragen (Stand 19. Januar 2023), das Cape San Blas Light, das Centennial Building, das Port Theatre Art and Culture Center und die St. Joseph Catholic Mission Church.

## Orte im Gulf County
Orte im Gulf County mit Einwohnerzahlen der Volkszählung von 2010:
Cities:
- Port St. Joe (County Seat) – 3.445 Einwohner
- Wewahitchka – 1.981 Einwohner

## Zeitzonen

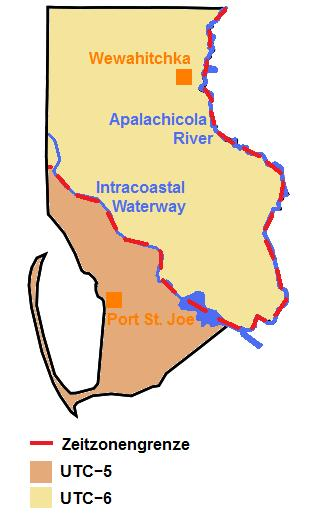
Die zwei Zeitzonen des
Gulf County

Das Gulf County ist eines der wenigen Countys in den Vereinigten Staaten, das von einer Zeitzonengrenze durchquert wird. Die Grenze zwischen der östlichen (UTC−5) und zentralen (UTC−6) Zeitzone verläuft zunächst im Osten am Apalachicola River entlang und setzt sich im Süden entlang des Gulf Intracoastal Waterway bis zur Grenze des Bay County fort. Somit gilt südlich des Kanals die östliche Zeit, nördlich davon die zentrale Zeit.

## Politik
Einst stark demokratisch, wurde Gulf County 1964 zu einem mehrheitlich republikanischen County. Ab Juni 2020 hatte Gulf County 10.300 registrierte aktive Wähler. Die Republikanische Partei hatte einen Vorsprung von 52 % (5.370 Wähler) bis 34 % (3.494 Wähler) gegenüber der Demokratischen Partei. Die übrigen Wähler sind parteilos registriert oder über eine Reihe von Minderheitsparteien verstreut.
Die County Commission ist ein fünfköpfiger Vorstand, der aus drei Republikanern und zwei Demokraten besteht. Die Republikaner kontrollieren fünf der sechs gewählten Verfassungsämter im Landkreis, darunter den Sheriff, den Superintendent of Schools, den Property Appraiser, den Clerk of the Court und den Supervisor of Elections. Das Amt des Steuereintreibers ist das einzige Verfassungsamt, das von einem Demokraten besetzt wird.
Auf staatlicher Ebene wird Gulf County durch den demokratischen Senator des Distrikts 3, Bill Montford, und den republikanischen Vertreter des Distrikts 7, Jason Shoaf, vertreten.
Gulf County ist ein Teil von Floridas 2. Kongressbezirk und wird von Neal Dunn vertreten.